# Den tysk-spanske traktat (1899)
Den tysk–spanske traktat af 1899 var en aftale mellem Det tyske kejserrige og kongedømmet Spanien, hvorved den sidst nævnte solgte sine resterende stillehavsøer til Tyskland for 25 millioner pesetas eller 17 millioner mark. 

## Baggrund
Efter nederlaget i den spansk-amerikanske krig i 1898, hvor Spanien havde måtte afstå Filippinerne og Guam til USA, havde kongedømmet endnu tilbage omtrent 6.000 øer i Stillehavet som en rest af Spansk Østindien. Men øerne var små, tyndt befolkede, ikke særligt produktive og vanskelige at regere efter tabet af det administrative center Manila og ikke mulige at forsvare efter, at hele den spanske flåde var gået tabt i 1898. Den spanske regering besluttede derfor at sælge dem. Tyskland satte den spanske regering under pres for at få salget af øerne gennemført. 

## Traktaten
Karolinerne, Marianerne, og Palau blev inkluderede i traktaten, som blev undertegnet den 12. februar 1899 af den spanske statsminister Francisco Silvela. Karolinerna og Nordmarianerne solgtes nu til Tyskland og blev forvaltet under Tysk Ny Guinea.

## Senere udvikling
Under 1. verdenskrig erobrede Japan flere af de tyske besiddelser, og da krigen var ovre, endte de under Det japanske Stillehavsmandat indtil USA besatte dem efter 2. verdenskrig. I perioden fra 1975 til 1994 blev øerne selvstændige.